# José Luis Centella Gómez
José Luis Centella Gómez (Còrdova, 31 de juliol de 1958) és un polític andalús, actualment Secretari General del Partit Comunista d'Espanya (PCE). Va ser escollit secretari general del PCE al XVIII Congrés del partit, celebrat del 6 al 8 de novembre de 2009, substituint Francesc Frutos i Gras.
Llicenciat en magisteri, ha treballat com a professor d'ensenyament primari. Va ser regidor de l'ajuntament de Benalmádena a finals de la dècada del 1980 i elegit diputat al Congrés dels Diputats per Màlaga a les eleccions generals espanyoles de 1993, 1996 i 2000 per Izquierda Unida (IU), i en 2002 va substituir Felipe Alcaraz en la secretaria general del PCA, la major federació del Partit Comunista d'Espanya.
És actualment secretari d'Acció Política d'IU en la seva Comissió Executiva Federal.
A les eleccions generals del 20 de novembre de 2011 va ser elegit diputat per Izquierda Unida-Los Verdes-Convocatoria por Andalucía al Congrés dels Diputats per Sevilla amb el 8,6% dels vots.